# Nowy Świat (Kraków)

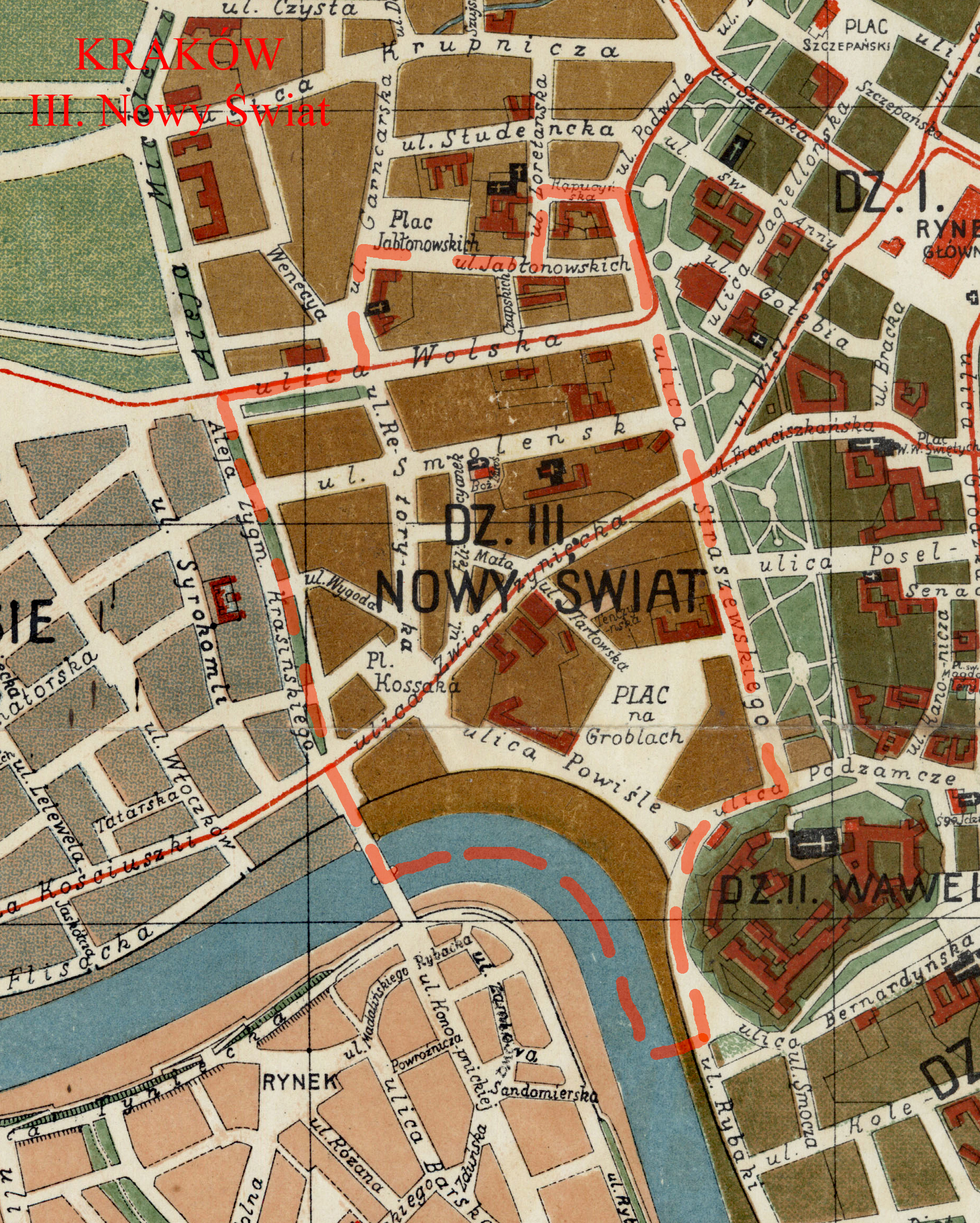
Nowy Świat na planie z 1916 roku jako dzielnica Krakowa.

Nowy Świat, zwany także Smoleńsko – obszar Krakowa wchodzący w skład dzielnicy I Stare Miasto. W latach 1859–1951 stanowił odrębną III dzielnicę katastralną miasta. Nazwą Nowy Świat określa się teren pomiędzy ulicami Straszewskiego, Podzamcze, rzeką Wisłą, Krasińskiego, Piłsudskiego, Garncarską, pl. Sikorskiego, Jabłonowskich, Loretańską, Kapucyńską.
W 1994 Nowy Świat wraz ze Starym Miastem, Wawelem, Stradomiem, Piaskiem, Kazimierzem i Podgórzem został uznany za pomnik historii.

## Ulice Nowego Światu

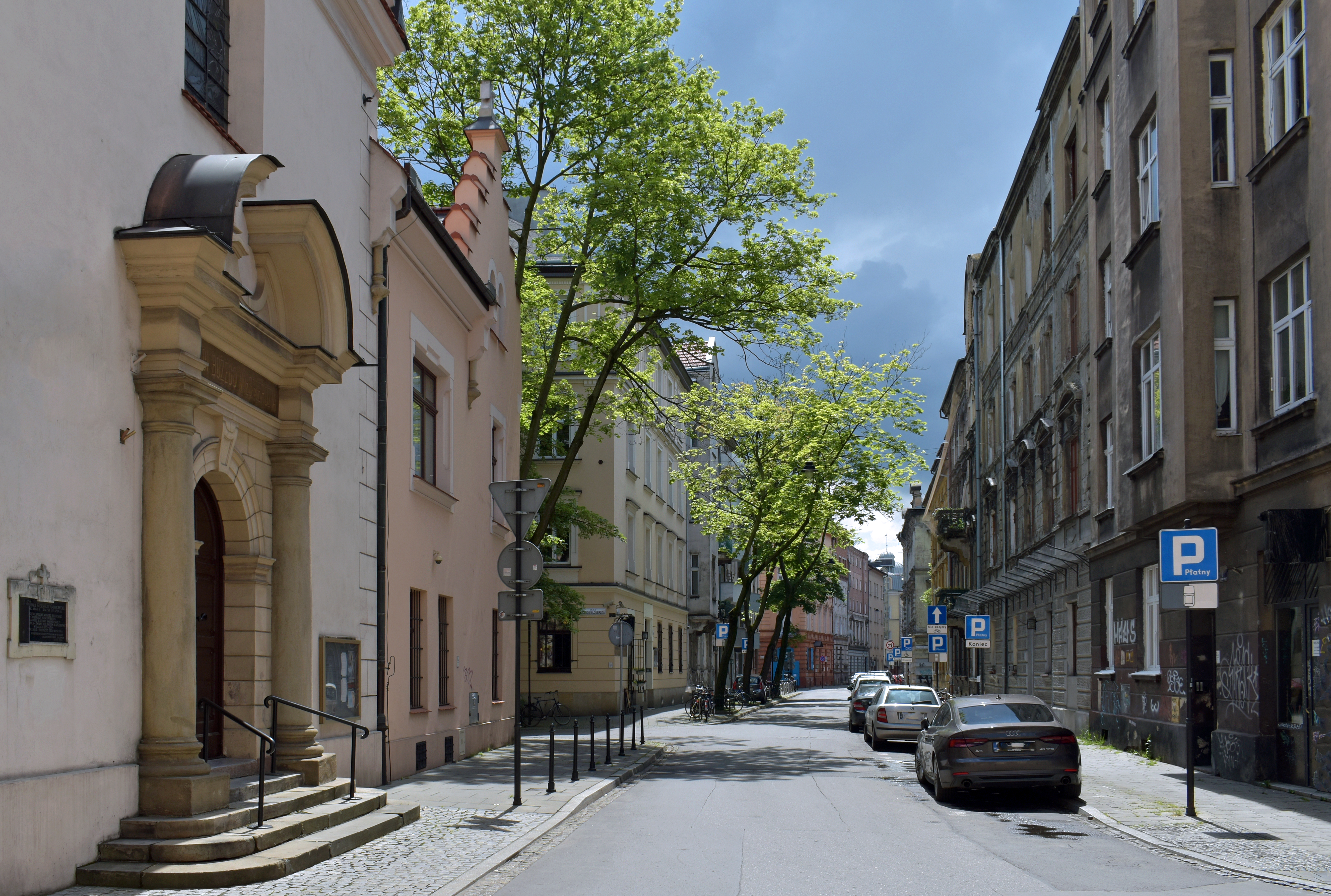
Ulica Felicjanek.
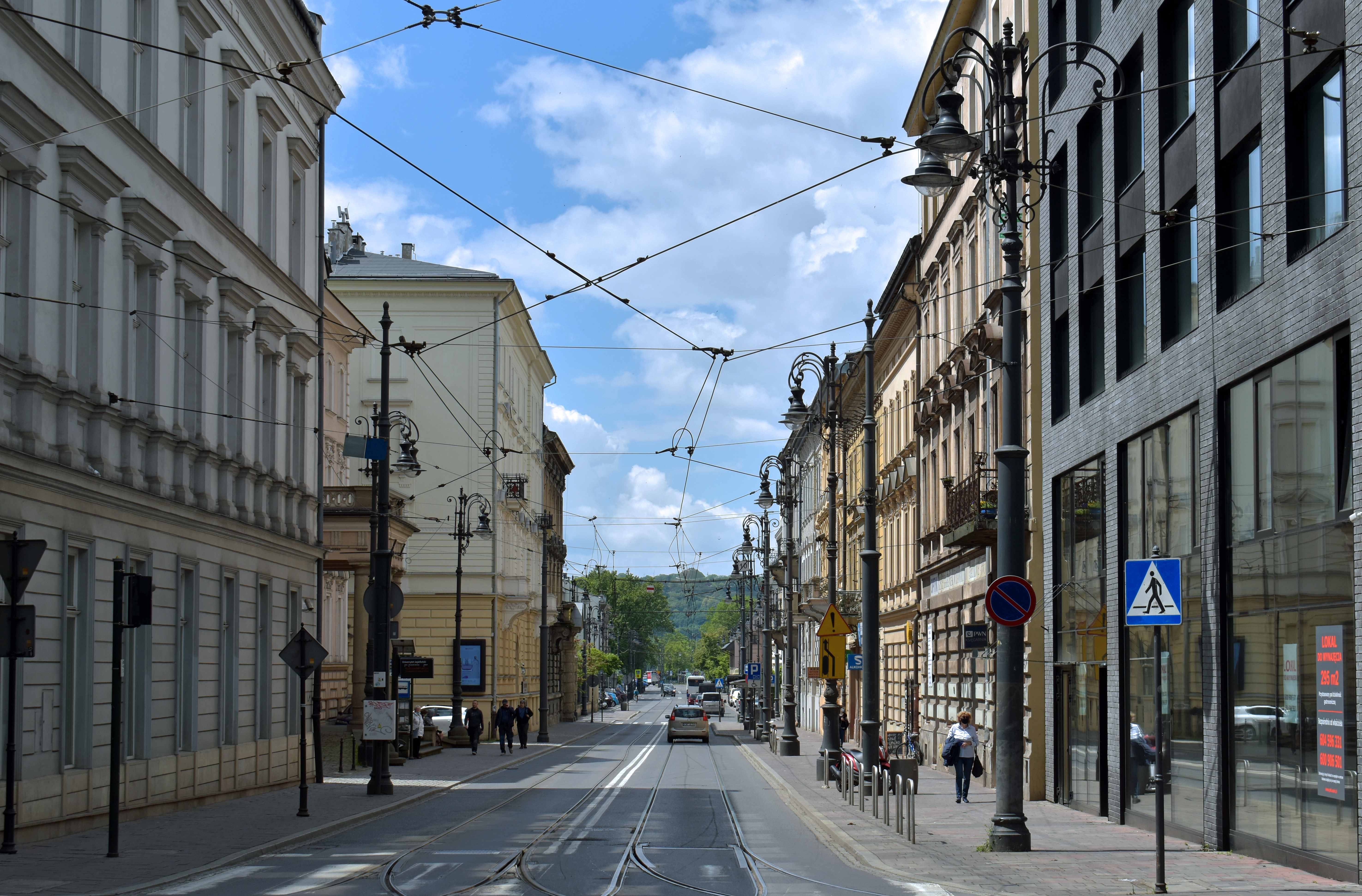
Ulica Józefa Piłsudskiego
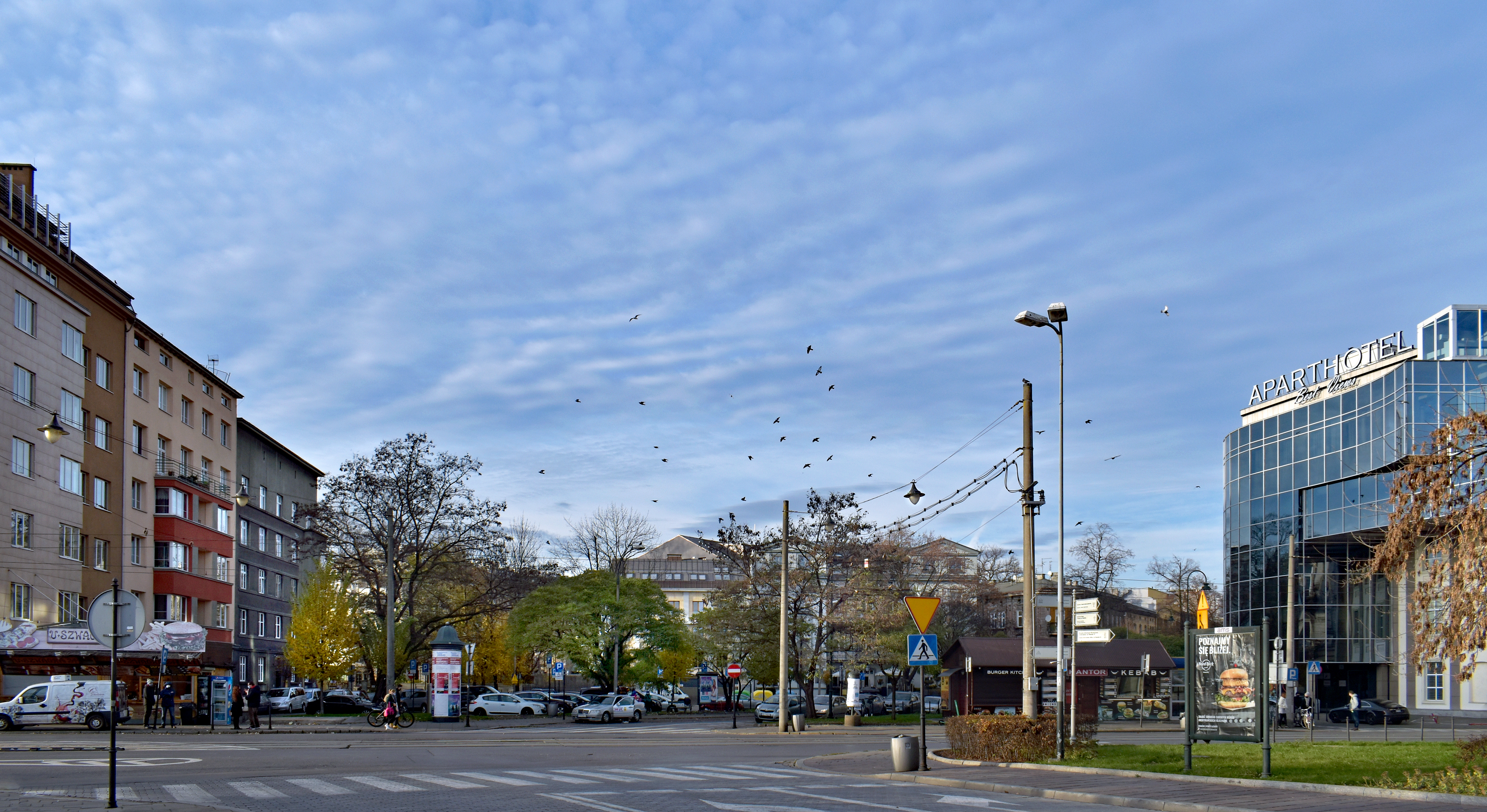
Plac Juliusza Kossaka
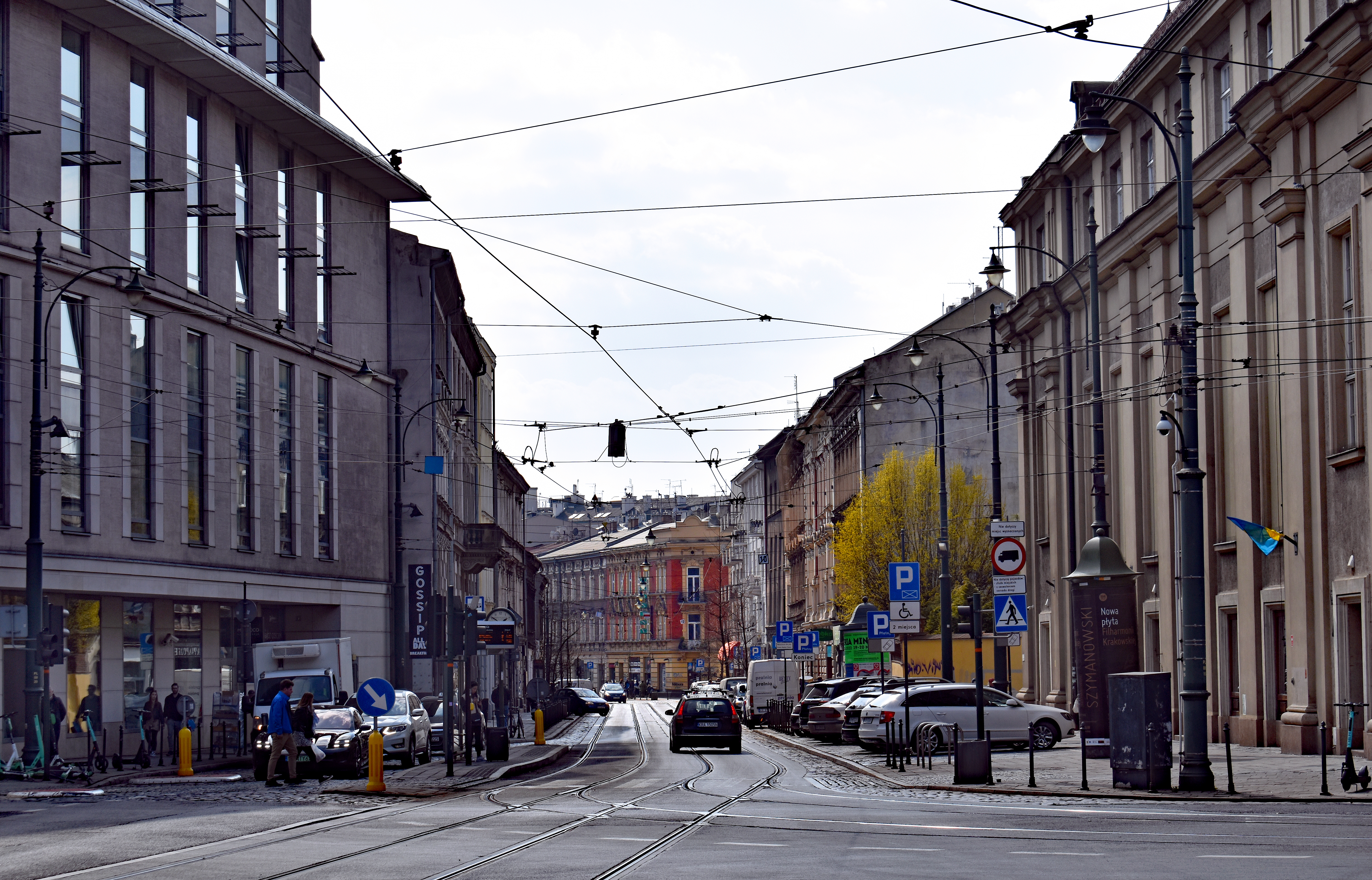
Ulica Zwierzyniecka
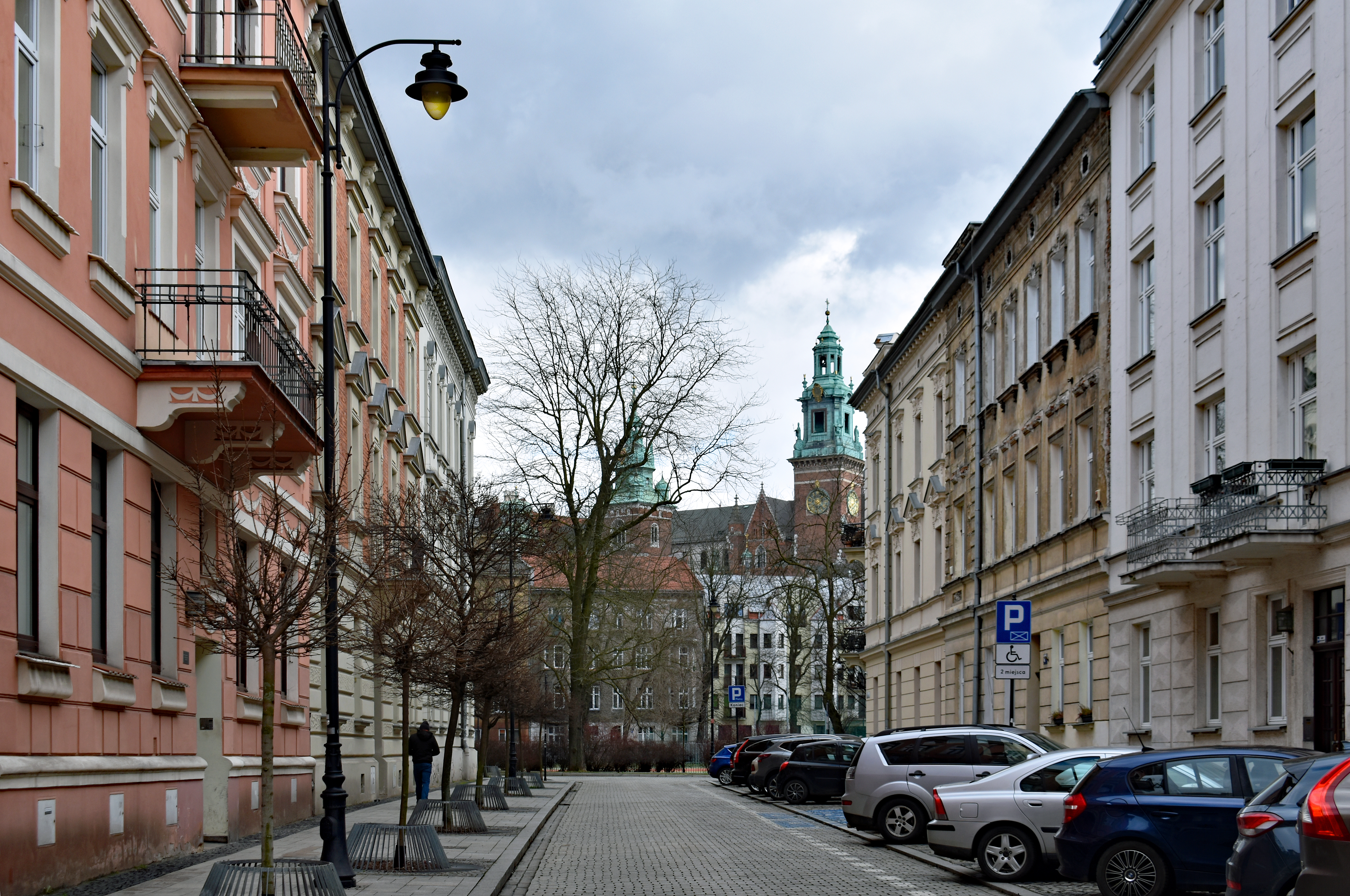
Ulica Tarłowska
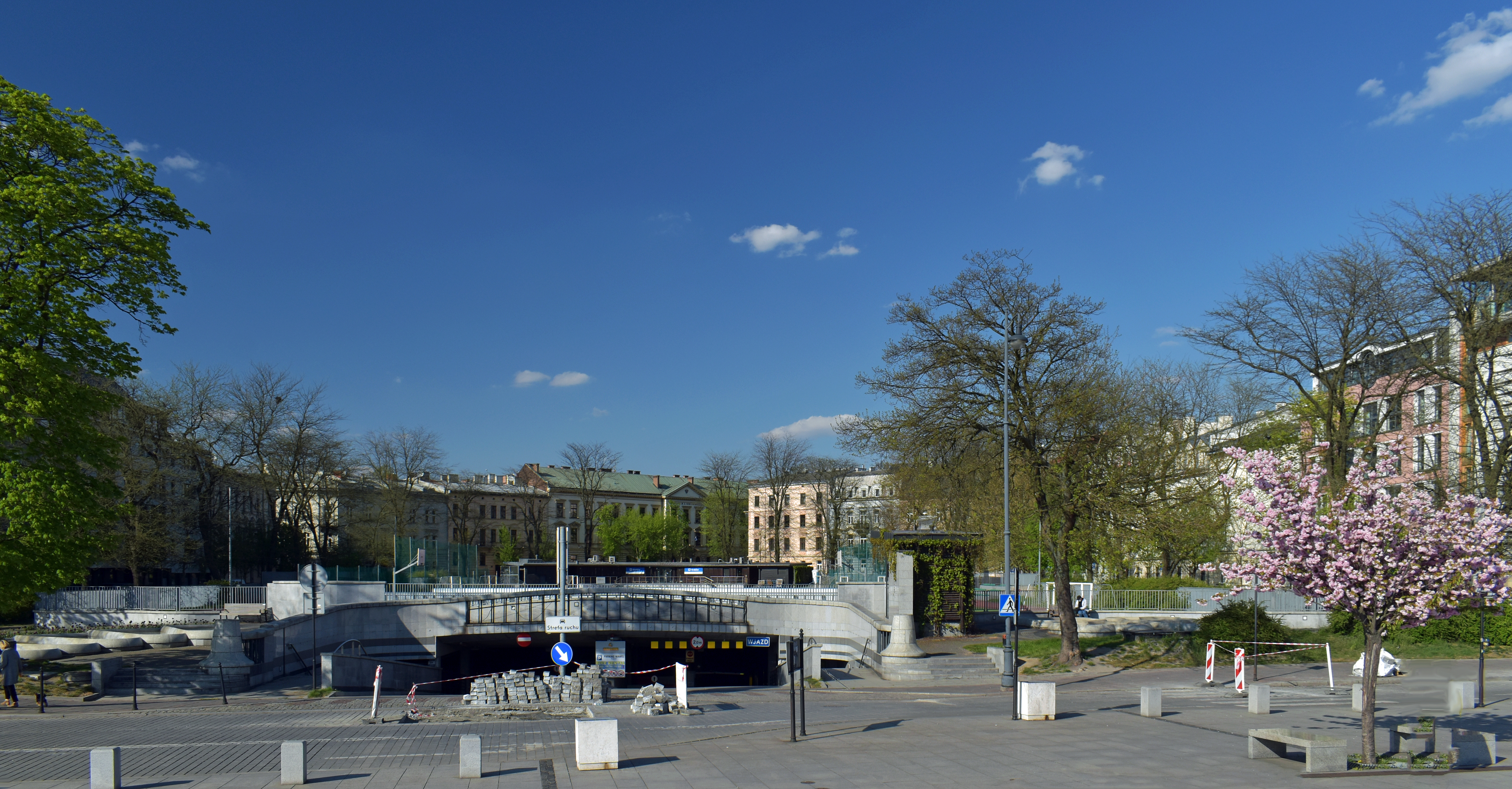
Plac Na Groblach
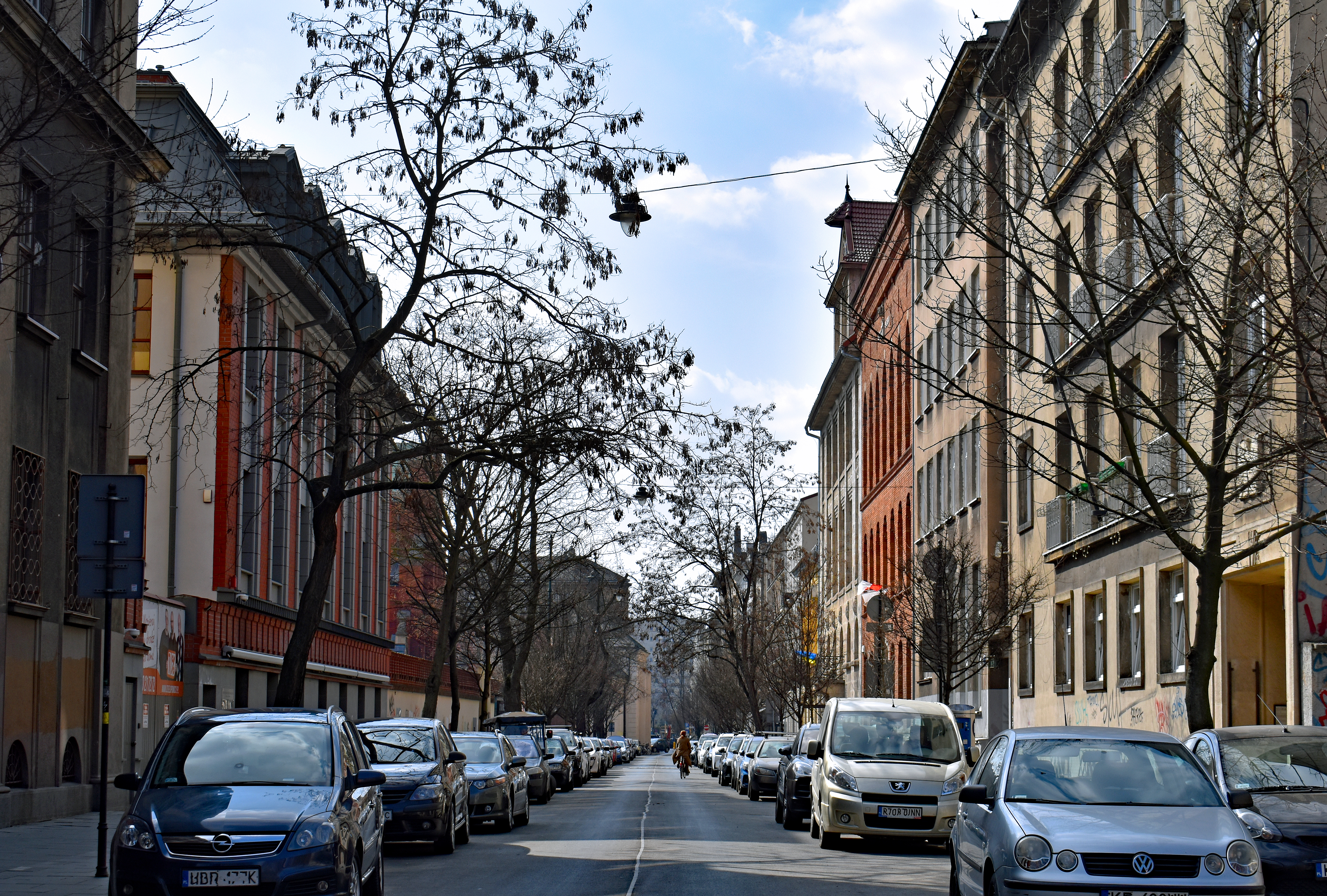
Ulica Smoleńsk
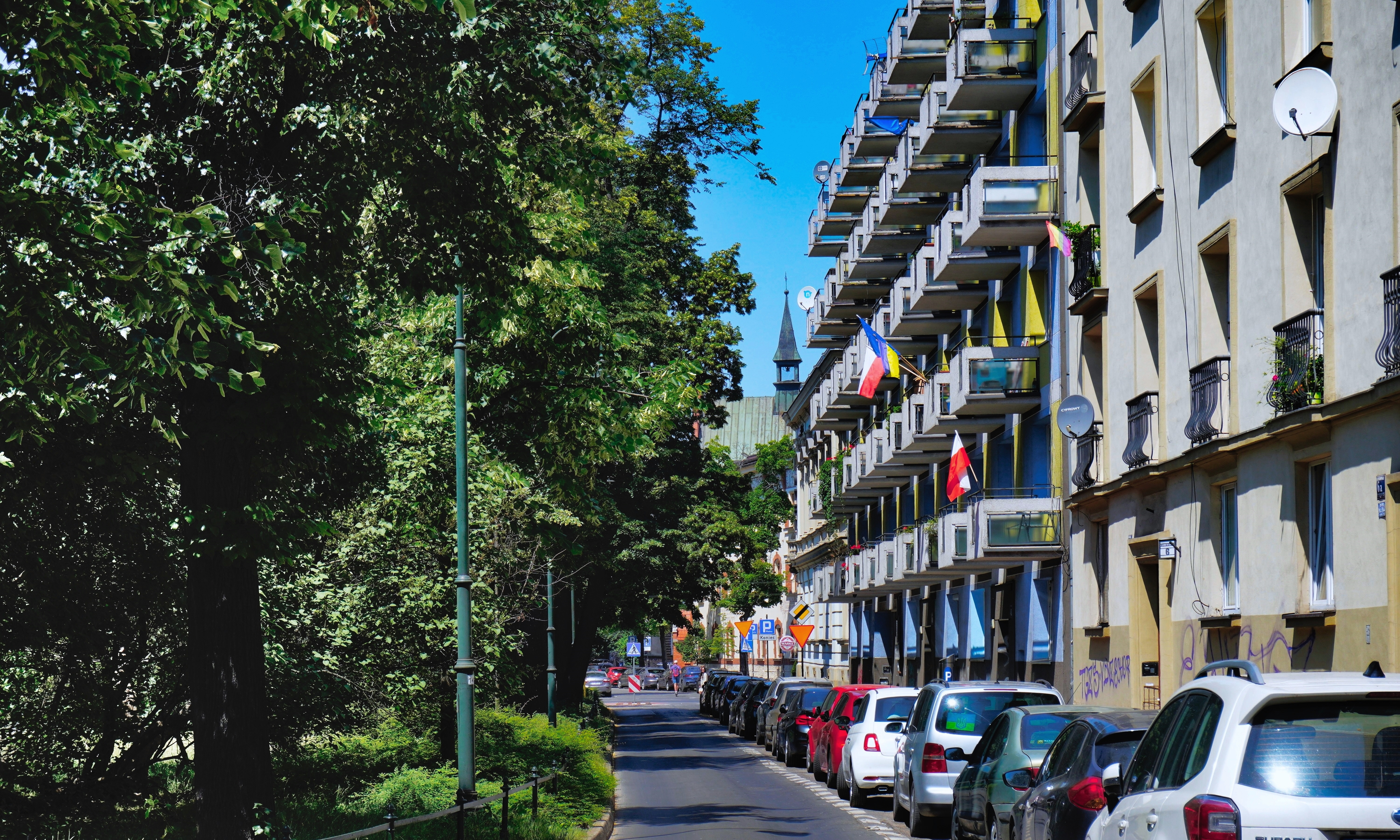
Ulica Retoryka
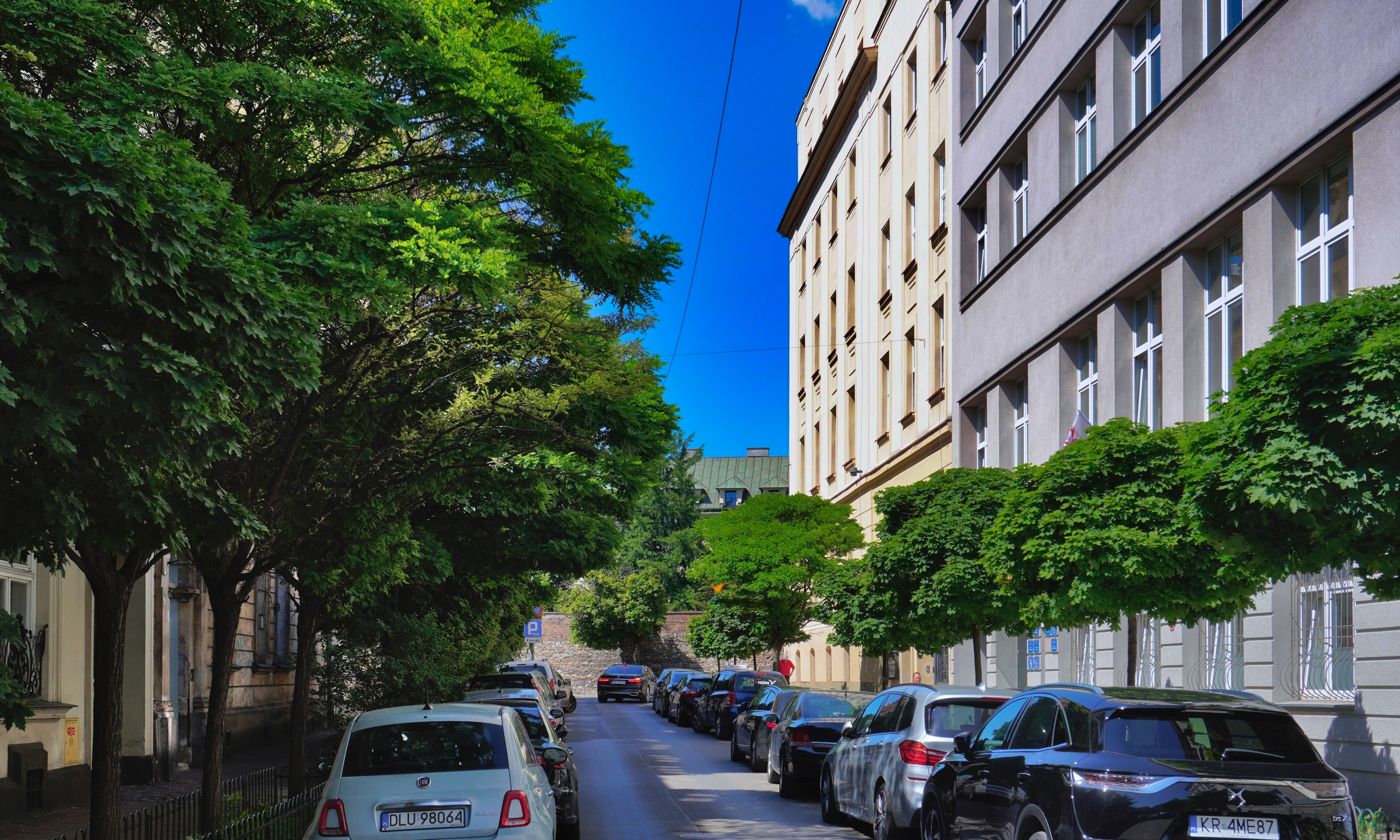
Ulica Czapskich
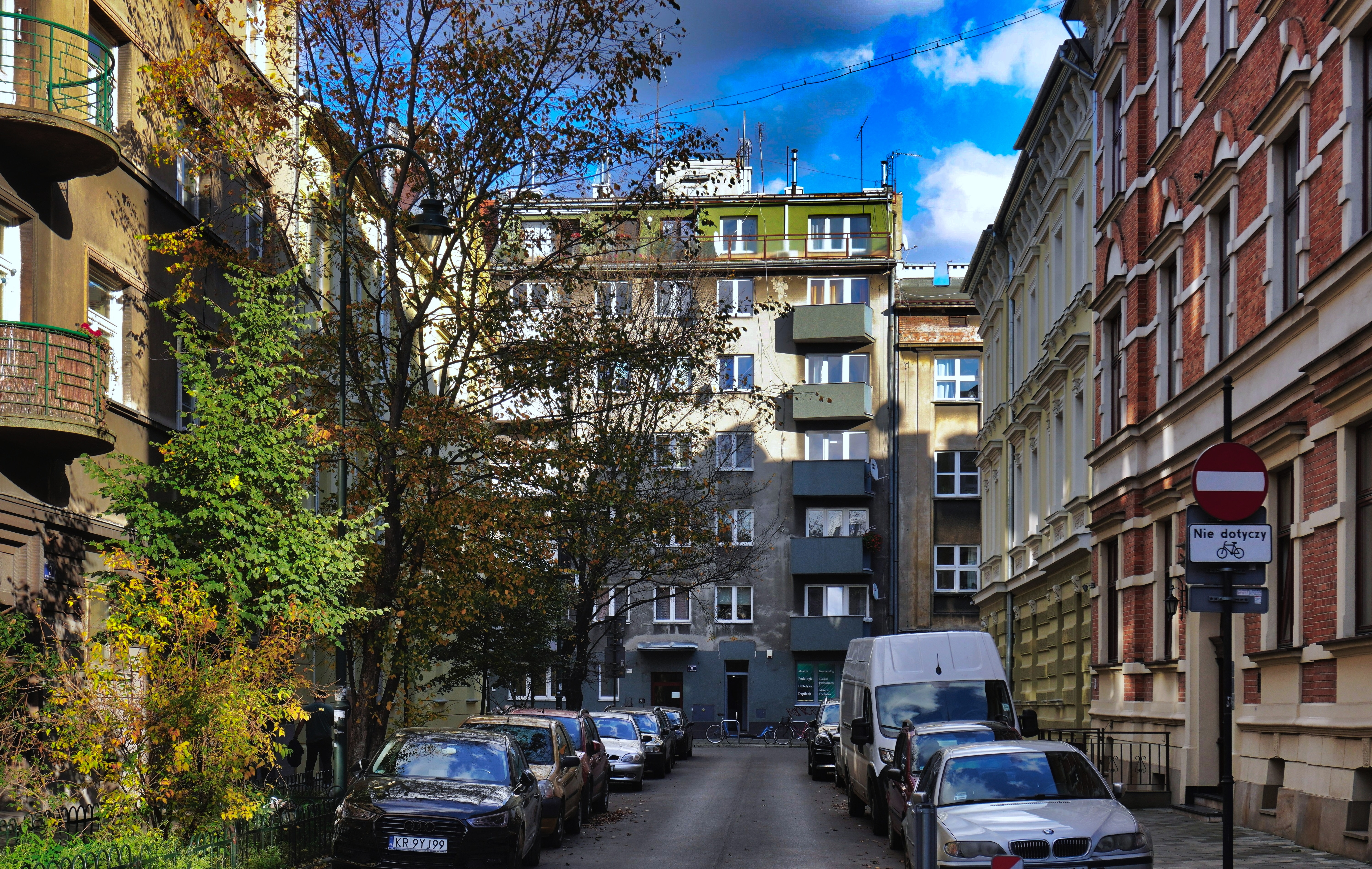
Ulica Emila Zegadłowicza
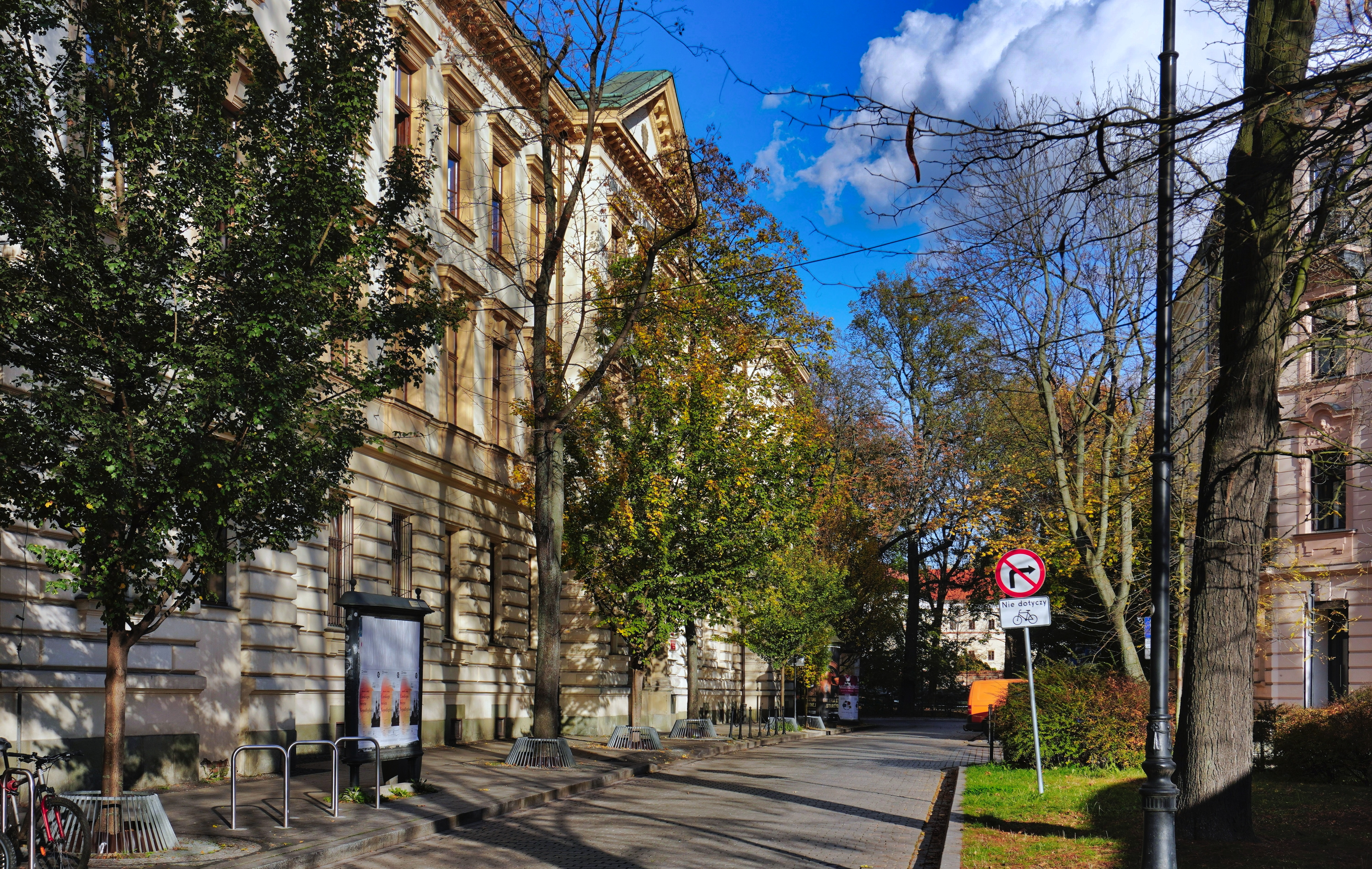
Plac Na Groblach